# Hospicio Cabañas
Hospicio Cabañas là một bệnh viện, nhà nguyện ở Guadalajara, tiểu bang Jalisco, México. Công trình được xây dựng vào đầu thế kỷ 19 làm nơi chăm sóc và cư trú cho những người có hoàn cảnh khó khăn (trẻ em mồ côi, người già, thương tật, những người nghèo bị bệnh). Công trình này được thiết kế đơn giản, với những không gian mở được tạo để đáp ứng nhu cầu sử dụng. Đầu thế kỷ 20, công trình được trang trí bởi các bức bích họa đại diện cho văn hóa bản địa, văn hóa thuộc địa Tây Ban Nha và nay được coi là kiệt tác nghệ thuật ở Mexico.

## Lịch sử
Thị trấn Guadalajara được thành lập năm 1542, trên bờ trái của một dòng sông chảy qua một thung lũng rộng nhưng trong những năm sau đó, thời tiết bất thường, hết hạn hán, lại lũ lụt, băng giá xảy ra khiến tình trạng đói nghèo, bệnh tật lan tràn. Năm 1791, Đức giám mục của thị trấn ra lệnh xây dựng một bệnh viện nhằm chữa bệnh và nơi cư trú cho những người khốn cùng của xã hội. Dự án được thực thi và được hoàng gia Tây Ban Nha chấp thuận dưới sự giám sát của Juan Ruiz de Cabañas. Năm 1803, dự án bắt đầu với viện cô nhi Casa de Expósitos; kiến trúc sư được mời để thiết kế là Manuel Tolsá và giám sát công trình là José Gutierrez.
Tiếp sau đó, công trình đã bị gián đoạn bởi cuộc chiến tranh giành độc lập của Mexico. Tòa nhà bị trưng thu làm trại binh cho đến năm 1821 khi México giành quyền tự chủ. Năm 1829, công trình được khánh thành và lấy tên là Cabañas. Năm 1872, có hơn 500 người cư ngụ ở Cabañas, nhưng sau đó nhờ những biện pháp công tác xã hội, số người nương nhờ ở đây đã giảm dần.
Đầu thế kỷ 19, nghệ thuật bích họa ở Mexico phát triển mạnh mẽ như một nỗ lực đúc kết văn hóa bản địa México cho thời kỳ tự chủ sau cách mạng. Vào thập niên 1930, José Clemente Orozco được mời vẽ bích họa ở một số công trình công cộng tại Guadalajara, trong đó có Hospicio Cabañas. Tậi đây từ năm 1936 đến 1939 ông thực hiện một số bức bích họa với đề tài đa sắc tộc, đề cao văn hóa bản địa Mexico. Những bức bích họa này nay được coi là kiệt tác mỹ thuật México.
Năm 1980, nhà chức trách địa phương chuyển những cơ sở y tế và xã hội ra nơi khác và biến Hospicio Cabañas thành Viện văn hóa với trường mỹ nghệ, phòng triển lãm và sân khấu nghệ thuật. Năm 1997, UNESCO đưa Hospicio Cabañas vào danh sách di sản thế giới.